# 도자와 마사타다
도자와 마사타다(일본어: 戸沢正産, 1758년 ~ 1780년 11월 3일)는 일본 에도 시대의 다이묘로, 신조번의 6대 번주이다. 호레키 8년(1758년)에 태어났다고도 하고, 호레키 10년(1760년) 6월 23일에 태어났다는 설도 있다. 어릴적 이름은 고지로(孝次郎)이며, 관위는 종5위하, 가즈사노스케, 노토노카미이다.
신조 번의 5대 번주 도자와 마사노부의 맏아들로 태어났다. 메이와 2년(1765년), 아버지가 사망함에 따라 가문을 계승하고 번주가 되었다. 안에이 4년(1775년) 윤12월 11일에 종5위하, 가즈사노스케에 서임되었다. 나이가 어렸기 때문에 가로(家老)인 호조 로쿠에몬에 의해 검약령을 중심으로 하는 번 통치 개혁이 시행되었다. 또 번교 명륜당(明倫堂)이 창설되었다. 안에이 9년(1780년) 음력 10월 7일(또는 10월 3일), 세미 온천에서 입욕하던 중 병이 나 23세의 나이로 사망하였다. 친자식이 없어 동생인 마사스케가 그 뒤를 이었다.
| 전임 도자와 마사노부 | 제6대 신조번 번주 1765년 ~ 1780년 | 후임 도자와 마사스케 |